# Corée du Nord aux Jeux paralympiques d'été de 2016
La Corée du Nord participe aux Jeux paralympiques d'été de 2016 (du 7 au 18 septembre) à Rio de Janeiro. Le pays sera représenté par deux athlètes, concourant tous deux aux épreuves d'athlétisme. Ce n'est que la deuxième participation aux Jeux paralympiques pour ce pays qui avait longtemps caché sa population handicapée et l'avait soumise à des mesures de ségrégation. Aux Jeux de 2012, la Corée du Nord avait été représentée par un unique nageur, qui n'avait que récemment appris à nager,. En amont des Jeux de 2016, la Corée du Nord investit davantage de moyens dans la formation d'athlètes handisport, avec l'aide du Comité international paralympique.

## Athlètes engagés

### Athlétisme
Kim Cheol-ung prendra part à l'épreuve du 1 500 mètres hommes dans la catégorie T11 (pour athlètes totalement aveugles). Song Kum-jong, en fauteuil roulant et amputée du bras gauche, prendra part à celle du lancer de disque femmes dans la catégorie F56-57,.